# Luis de Pablo
Luis de Pablo, né le 28 janvier 1930 à Bilbao et mort le 10 octobre 2021 à Madrid,, est un compositeur espagnol ayant appartenu à la génération de compositeurs espagnols baptisée Generación del 51.

## Biographie
Luis de Pablo étudie très jeune la musique, mais suit les cours de droit de l'Université complutense de Madrid (ville qu'il habite depuis 1939), dont il sort diplômé en 1952. Avocat pour la compagnie aérienne Iberia, il complète sa formation musicale en autodictate, en analysant les œuvres du XXe siècle et en s'exerçant à composer. Ayant abandonné le droit, il fonde en 1958 avec Ramón Barcé le groupe Nueva Música, auquel participent en plus des fondateurs, Alberto Blancafort, Manuel Carra, Fernando Ember, Enrique Franco, Antón García Abril, Cristóbal Halffter, Manuel Moreno Buendia.
Luis de Pablo se dépense beaucoup pour faire connaître en Espagne la musique moderne, par des conférences, par sa participation à des revues (Estafeta literaria, Acento cultural, Aulas), par des traductions (biographie d'Arnold Schönberg par Stuckenschmidt, Wege zur Neuen Musik d'Anton Webern). En 1954, la BBC de Londres diffuse sa « Chorale eucharistique » à une époque où la radio possède encore le monopole de la diffusion radiophonique dans le pays.
Luis de Pablo fonde les concerts Tiempo y Música en 1959, où seront créés en Espagne, Le Marteau sans maître et les trois sonates pour piano de Pierre Boulez, ainsi que Zeitmass de Karlheinz Stockhausen. Au début des années 1960, il se rend à Darmstadt, pour y rencontrer Bruno Maderna, Pierre Boulez, György Ligeti, Karlheinz Stockhausen, puis à Paris pour y suivre les cours de Max Deutsch, ancien élève de Schönberg. Il est à l'origine en 1965 du premier studio de musique électroacoustique espagnol "Alea". En 1968, il publie un important traité d'esthétique, intitulé Aproximación a una estética de la música contemporánea (Madrid).
En 1972, Luis de Pablo organise les « Rencontres de Pampelune », festival de musique, théâtre, cinéma et d'arts plastiques. Devant les oppositions des franquistes et de l'ETA, il s'exile aux États-Unis, où il enseigne à l'université de Buffalo, puis au Canada, où il est professeur à l'université d'Ottawa et à celle de Montréal. Il est compositeur en résidence du conservatoire à rayonnement régional de Strasbourg et du Festival Musica en 1999 avec Ramon Lazkano.
Ses activités par ailleurs sont nombreuses : directeur du festival de Lille en 1982, directeur de la diffusion de la musique contemporaine au ministère de la Culture espagnol (1983), membre du comité pour le projet de l'Opéra Bastille (1984).
En 2015, Luis de Pablo prépare son sixième opéra, El abrecartas, tiré du roman homonyme de Vicente Molina Foix.

## Distinctions
- Docteur honoris causa de l'Université complutense de Madrid (1977)
- Officier des Arts et des Lettres (Ministère de la Culture français) (1986)
- Médaille d'or du mérite des beaux-arts du Ministère de l'Éducation, de la Culture et des Sports espagnol (1986)[6]
- Membre de l'Académie royale des beaux-arts de San Fernando (1989)
- Prix national de musique (1991)
- Prix Honegger (2003)
- Prix Guerrero de Musique de la Fundación Jacinto Guerrero (2004)
- Médaille d'Or du Círculo de Bellas Artes (2005)[7]
- Prix Tomás Luis de Victoria (2009)
- Académico de Jakiunde, l'académie basque des sciences, arts et lettres (2009)

## Œuvres
L'œuvre Luis de Pablo comporte plus de 130 opus et touche à tous les genres, depuis la musique cinématographique (il a collaboré avec Carlos Saura et Víctor Erice, entre autres) jusqu'à l'opéra.

### Opéra
- Kiu, (1979-1982), (durée : 120 min), Opéra en deux actes, livret de Luis de Pablo d'après "El Cero transparente" d'Alfonso Vallejo
- El Viajero indiscreto (Le Voyageur Indiscret), (1984-1988), (durée : 180 min), Opéra en un prologue, deux actes, et un épilogue, livret de Vicente Molina Foix, 3 sopranos, mezzo, haute-contre, 2 ténors, baryton, chœur et orchestre sans cuivre.
- La Madre invita a comer (La Mère invite à manger), (1992), (durée : 75 min), opéra en cinq scènes, livret de Vicente Molina Foix soprano, alto, haute-contre, ténor, 2 barytons, basse et orchestre de chambre
- La señorita Cristina (1997/99), Opéra en 3 actes, livret du compositeur, traitant de Mademoiselle Christina di Mircea Eliade.

### Musique scénique
- Berceuse, (1973-1974), (durée : 30 min), pour 3 flûtes, 2 percussionnistes, orgue Hammond, soprano et acteur
- Masque, musique de scène, (1973), (durée : 20 min), pour flûte, clarinette, piano et percussions
- Por diversos motivos, (1969), (durée : 18 min), action scénique sur des textes de François Weyergans
- Protocolo, (1968), (durée : 45 min), action scénique sur un montage de textes de Luis de Pablo
- Solo un paso, (1974), (durée : 36 min), pour acteur et flûte

### Musique de films
- Playa insólita (1963) (Javier Aguirre)
- Último encuentro (1967) (Antonio Eceiza)
- Pepermint frappe (1968) (Carlos Saura)
- Las Secretas intenciones réalisé par Antonio Eceiza
- Goya - Historia de una Soledad (1972) (Nino Quevedo)
- Ana y los Lobos (1973) (Carlos Saura)
- L'Esprit de la ruche (El espíritu de la colmena) (1973) (Víctor Erice)
- La Prima Angélica (1974) (Carlos Saura)
- Pascual Duarte (1976) (Ricardo Franco)

### Musique vocale a cappella
- Bajo el sol (Sous le Soleil), (1977), (durée : 25 min), pour chœur mixte
- Retratos de la Conquista, (1980), (durée : 20 min), pour chœur
- Serenata, (1984-1985), (durée : 21 min)
- Variaciones de León, (1992-1993), (durée : 15 min), pour six voix solistes, texte de Vicente Molina Foix
- Visto de cerca, (1974), (durée : 22 min), pour trois chanteurs amateurs et bande magnétique
- Yo lo vi, (1970), (durée : 18 min), pour 12 voix mixtes

### Musique vocale et ensemble
- Al son que tocan, (1974-1975), (durée : 35 min), pour soprano, quatre basses, ensemble et bande magnétique
- Antigua fe, (1990), (durée : 45 min), pour soprano colorature, chœur d'hommes et orchestre
- Canción, (1979), (durée : 6 min), pour soprano et 4 instruments, texte de Juan Gil-Albert
- Com un epileg, (1988), (durée : 20 min), pour chœur d'hommes et ensemble, texte de Pere Gimferrer.
- Comentarios a dos textes de Gerardo Diego, (1956), (durée : 11 min), pour voix et trois instruments
- De la América pretérita, (1991), (durée : 26 min), pour soprano, deux récitants et orchestre
- Ederki, (1977-1978), (durée : 6 min), pour soprano, alto et percussion, poème de Jean Robertet
- Ein Wort, (1965), pour soprano et trois instruments, poème de Gottfried Benn
- El manantial, (1982), (durée : 8 min), pour soprano et six instruments, d'après Jorge Guillén
- Escena, (1964), (durée : 14 min), pour chœur mixte et ensemble, d'après Rafael de la Vega
- Glosa, (1961), (durée : 7 min), pour soprano et ensemble, sur la «Soledad segunda» de Luis de Góngora
- Malinche, 	(1983), (durée : 24 min)
- Pocket Zarzuela, (1979), (durée : 18 min), pour mezzo-soprano et ensemble, textes de José-Miguel Ullán
- Por diversos motivos, (1969), (durée : 8 min), action scénique sur des textes de François Weyergans
- Portrait imaginé, (1974-1975), (durée : 51 min), per 18 esecutori, 12 voci, 2 nastri magnetici e 3 sintetizzatori
- Ricercare recordare, (1990), (durée : 33 min), pour récitant, chœur mixte et ensemble
- Sonido de la guerra, sull'omonimo pœma tratto da «Dialogos del Conoscimiento» di Vicente Aleixandre, (1980), (durée : 20 min)
- Tarde de pœtas, (1985-1986), (durée : 80 min), cycle pour soprano, baryton, chœur mixte et ensemble
- Una cantata perdida, (1981), (durée : 25 min), pour soprano, contrebasse et percussion, d'après Fernando Pessoa
- Very gentle, (1974), (durée : 18 min), pour soprano, contre-ténor et deux instrumentistes
- Viatges y Flors (Voyages et fleurs), (1981-1984), (durée : 37 min), pour soprano, récitante, chœur et orchestre, sur des textes de Mercè Rodoreda
- Zu Straßburg auf der Schanz, sur des textes de «Des Knaben Wunderhorn», (1985), (durée : 4 min)
- Zurezko olerkia, (1975), (durée : 60 min), pour chœur mixte et percussions

### Musique concertante
- A modo de concierto, (1976), (durée : 19 min), pour percussion et ensemble
- Adagio-Cadenza-Allegro spiritoso, (1987), (durée : 9 min), pour hautbois et orchestre à cordes
- Concerto, pour clavecin, (1983), (durée : 22 min)
- Concerto pour clavecin, cordes et deux percussions, nouvelle version du Concerto no 2 pour piano , (1983), (durée : 22 min)
- Concerto pour piano et orchestre no 1, (1978-1979), (durée : 18 min)
- Concerto pour piano et orchestre no 2, pour Mompou, (1979-1980), (durée : 22 min)
- Concierto de cámara (Concerto de chambre), (1979), (durée : 20 min), pour piano et orchestre de chambre
- Fiesta, (1987), (durée : 20 min), pour six percussionnistes et orchestre à cordes
- Figura en el Mar, (1989), (durée : 25 min), pour flûte et orchestre
- Quasi une fantasia, (1969), (durée : 23 min), pour sextuor à cordes et orchestre
- Sueños, (1991), (durée : 25 min), pour piano et orchestre
- Une Couleur, (1988), (durée : 23 min), pour saxophones et orchestre

### Musique orchestrale
- Adagio, (1983), (durée : 14 min), pour orchestre
- Cinco Meditaciones (Cinq Méditations), (1983-1984), (durée : 16 min), pour quinze instrumentistes
- Cinq Impromptus, (1990), (durée : 29 min), pour orchestre
- Eléphants ivres I, (1972), (durée : 12 min), pour orchestre
- Eléphants ivres II, (1972), (durée : 12 min), pour seize instruments
- Eléphants ivres III, (1973), (durée : 8 min), pour orchestre
- Eléphants ivres IV, (1974), (durée : 11 min), pour orchestre
- Imaginario II, (1967), (durée : 14 à 30 min), pour orchestre
- Iniciativas, (1965-1966), (durée : 19 min), pour orchestre
- Intermedio de «Kiu», (1982), (durée : 6 min), pour orchestre
- Invenciones, (1955/1959-1960), (durée : 14 min), pour orchestre
- Je mange, tu manges, (1972), (durée : 20 min)
- Las Orillas (Les Rives), (1990), (durée : 30 min), pour orchestre
- Latidos, (1974-1980), (durée : 15 min)
- Módulos II, (1966), (durée : 15 min), pour deux groupes orchestraux et deux chefs
- Módulos III, (1967), (durée : 17 min), pour 17 instruments en 3 groupes
- Notturnino, (1987), (durée : 6 min), pour dix-huit musiciens
- Oroitaldi, (1971), (durée : 21 min), pour orchestre
- Radial, (1960), (durée : 8 min), pour 24 instruments en 8 groupes de 3
- Senderos del Aire (Sentiers de l'air), (1987), (durée : 30 min), pour grand orchestre
- Sinfonías, (1954-1966), (durée : 15 min), pour dix-sept cuivres
- Tinieblas del agua  per orchestra (Ténèbres de l'eau, pour orchestre), (1978), (durée : 40 min)
- Tombeau, (1962-1963), (durée : 10 min), pour orchestre

### Musique d'ensemble
- Coral, (1954/1958), (durée : 7 min), septuor à vent
- Credo, (1976), (durée : 17 min), pour double quintette à vent
- Déjame hablar, (1974), (durée : 19 min), pour ensemble à cordes
- Invitación a la memoria, (1976-1977), (durée : 24 min)
- La libertad sonríe, (1971), (durée : 20 min), pour quinze vents (ou un ensemble variable de quinze instruments)
- Libro de imágenes, (1991), (durée : 24 min), pour neuf instruments
- Módulos I, (1964-1965), (durée : 10 min), pour onze musiciens
- Paráfrasis, (1968), (durée : 12 min), pour 12 instruments en 2 groupes
- Paraíso y Tres danzas macabras, (1992), (durée : 16 min), pour douze instruments
- Polar, (1961-1962), (durée : 10 min), pour 11 instrumentistes en 3 groupes
- Ritornello, (1992-1993), (durée : 12 min), pour huit violoncelles
- Segunda lectura, (1993), (durée : 26 min), pour dix instruments
- Tornasol, (1980-1981), (durée : 17 min)

### Musique de chambre
- Amable sombra, (1989), (durée : 17 min), pour deux pianos
- Caligrafía serena, (1993), (durée : 18 min), pour quatuor à cordes
- Caligrafías, Federico Mompou «in memoriam» (1987), (durée : 4 min)
- Cesuras, (1963), (durée : 12 min), pour six instruments
- Compostela, (1989), (durée : 17 min), pour violon et violoncelle
- Cuatro fragmentos de «Kiu» (Quatre Fragments de «Kiu»), (1985-1986), (durée : 19 min), version flûtes et piano
- Cuatro fragmentos de «Kiu» (Quatre Fragments de «Kiu»), (1984-1986), (durée : 19 min), version pour violon et piano
- Dibujos, (1980), (durée : 13 min), pour flûte, clarinette, violon, et violoncelle
- Flessuoso, (1995-1996), (durée : 12 min)
- Fragmento, (1985-1986), (durée : 15 min), pour quatuor à cordes
- Historia natural, (1972), (durée : 60 min), pour deux orgues, percussion et bande magnétique
- Imaginario I, (1967), (durée : 7 min), pour clavecin et trois percussions
- J.H., (1983-1984), (durée : 11 min), pour clarinette en la et violoncelle
- Masque, (1973), (durée : 20 min), musique en scène pour flûte, clarinette, piano et percussions
- Metáforas, (1989-1990), (durée : 22 min), pour piano et quatuor à cordes
- Módulos IV, (1965-1967), (durée : 10 min), pour quatuor à cordes
- Móvil I, (1957), (durée : 6 min), pour deux pianos
- Pardon, (1972), (durée : 2 min), pour clarinette et trombone
- Parodia, (1992), (durée : 2 min), pour quatuor à cordes
- Promenade sur un corps, (1971), (durée : 8 min), pour flûte seule et un percussionniste ad libitum
- Prosodia, (1962), (durée : 6 min), pour flûte, clarinette et percussions
- Recíproco, (1963), (durée : 12 min), pour flûte, percussion et piano
- Saturno, (1983), (durée : 14 min), pour 2 percussionnistes
- Sexteto (Paráfrasis e interludio), (1990), (durée : 26 min), pour sextuor à cordes
- Soirée, (1972), (durée : 6 min), pour clarinette et violon
- Trío, (1993), (durée : 17 min), pour piano, violon et violoncelle
- Trio à cordes, (1978), (durée : 19 min)
- Umori, (1992-1993), (durée : 16 min), pour cinq instruments
- Vielleicht, (1973), (durée : 17 min), pour six percussionnistes

### Musique soliste
- Affetuoso, (1973), (durée : 20 min), pour piano
- Comme d'habitude, (1970), (durée : 17 min), pour piano
- Condicionado, (1962), (durée : 4 min), pour flûte
- Cuaderno, (1982), (durée : 23 min), 5 pièces pour piano
- Deux Improvisations, (1982), (durée : 8 min), pour clavecin
- Fábula, inspirée par le poème «La fábula de x.y.z.» de Gerardo Diego, (1991-1992), (durée : 26 min), pour guitare
- Il Violino spanolo, (1988), (durée : 12 min), pour violon
- Le Prie-Dieu sur la terrasse, (1973), (durée : 17 min), pour percussion
- Lerro, (1977), (durée : 3 min), pour flûte
- Libro para el pianista, (1961-1962), (durée : 10 min)
- Melisma Furioso, (1990), (durée : 14 min), pour flûte
- Módulos V, (1967), pour orgue
- Monólogo, (1990-1992), (durée : 10 min), pour alto
- Móvil II, (1959/1967), (durée : 20 min), pour piano à quatre mains
- Oculto, (1977), (durée : 6 min), pour clarinette basse (ou saxophone)
- Ofrenda, Seize pièces à la mémoire de Manuel Azaña, (1980-1982), (durée : 18 min), pour violoncelle
- Retratos y transcripciones, (1984-1992), (durée : 12 min), pour piano
- Sólo un paso, (1974), (durée : 36 min), pour acteur et flûte
- Sonate pour piano, (1958), (durée : 7 min)

### Musique pour bande seule
- Chaman, (1975-1976), (durée : 23 min)
- Soledad interrumpida, (1971), (durée : 20 min)
- Tamaño natural (1970), (durée : 40 min)